# Хэмилтон, Данкан
Да́нкан Хэ́милтон (англ. Duncan Hamilton, 30 апреля 1920, Корк — 13 мая 1994, Дорсет) — британский автогонщик, победитель 24 часов Ле-Мана 1953 года, также пилот Формулы-1.

## Карьера
До занятий автоспортом Хэмилтон был пилотом Воздушных сил флота Великобритании. В 1950 Данкан стал четвёртым в гонке 24 часов Ле-Мана, а в 1951 приобрёл гоночный автомобиль Talbot. На нём он стал вторым в British Racing Drivers' Club International Trophy и пятым во внезачётном Гран-при Нидерландов, провёл две официальных гонки Формулы-1. В 1952—1953 Хэмилтон ездил в Формуле-1 за HWM и показал наилучшие результаты во внезачётных гонках. В официальных Гран-при Данкан Хэмилтон очков не набрал (лучший финиш — 7 место в Гран-при Нидерландов 1952 года). 

В том же 1953 году Данкан Хэмилтон выиграл 24 часа Ле-Мана на Jaguar C-type вместе с Тони Ролтом. В 1954 те же гонщики стали в Ле-Мане вторыми, на этот раз — на собственном Jaguar D-type Данкана. После этого Хэмилтон выиграл Coupe de Paris, а в 1956 повторил это достижение. Также в 1956 Данкан Хэмилтон выиграл 12 часов Реймса вместе с Айвором Бьюбом, стал третьим в Гран-при Швеции с Альфонсо де Портаго и Майком Хоторном. Данкан ушёл из гонок в 1959 году. Это было вызвано гибелью Хоторна.

## Полная таблица результатов

### 24 часа Ле-Мана
| Год  | Команда                | Машина                  | Группа | Результат |
| ---- | ---------------------- | ----------------------- | ------ | --------- |
| 1950 | Healey Motors Ltd      | Nash Healey E           | S 5.0  | 4         |
| 1951 | Donald Healey Motor Co | Nash-Healey Sport Coupe | S 5.0  | 6         |
| 1952 | Jaguar Ltd             | Jaguar C-type           | S 5.0  | Сход      |
| 1953 | Jaguar Cars Ltd        | Jaguar C-type           |        | 1         |
| 1954 | Jaguar Cars Ltd        | Jaguar D-type           |        | 2         |
| 1955 | Jaguar Cars Ltd        | Jaguar D-type           | S 5.0  | Сход      |
| 1956 | Scuderia Ferrari       | Ferrari 625 LM Touring  | S 3.0  | Сход      |
| 1957 | J.D. Hamilton          | Jaguar D-Type           | S 5000 | 6         |
| 1958 | J.D. Hamilton          | Jaguar D-Type           | S 3000 | Сход      |

### Результаты в чемпионате мира среди гонщиков (Формула-1)
| Легенда к таблице |                                                                    |
| --- | ------------------------------------------------------------------ |
| В таблице перечислены результаты всех Гран-при Формулы-1, в которых принимал участие гонщик. Строками таблицы являются сезоны, столбцами — этапы чемпионата мира. В каждой клетке указаны сокращённое название этапа и результат, дополнительно обозначенный цветом. Расшифровка обозначений и цветов представлена в нижеследующей таблице. |                                                                    |
| \| Пример \| Описание \| \| ------------ \| ------------------------------------------------------------------ \| \| 1 \| Победитель \| \| 2 \| Второе место \| \| 3 \| Третье место \| \| 5 \| Финишировал, заработав очки \| \| Сход \| Не финишировал, но при этом заработал очки \| \| 12 \| Финишировал, не получив очков \| \| НКЛ \| Финишировал, но не попал в финальную классификацию \| \| 15 \| Участвовал вне зачёта, либо по отдельной классификации \| \| 18 \| Не финишировал, но попал в финальную классификацию \| \| Сход \| Не финишировал \| \| НКВ \| Не прошёл квалификацию \| \| НПКВ \| Не прошёл предквалификацию \| \| ДСК \| Дисквалифицирован \| \| ИСК \| Исключён из протокола соревнований \| \| ТТ \| Заявлен для участия только в тренировках \| \| НС \| Участвовал в квалификации, но не стартовал в гонке \| \| Т \| Травмирован или болен \| \| ОТК \| Отказ от участия \| \| НТР \| Прибыл на соревнования, но на трассу не выезжал \| \| НПР \| Был заявлен в числе участников, но не прибыл к началу соревнований \| \| О \| Соревнования отменены \| \| \| Не участвовал \| \| Поул-позиция \| \| \| Быстрый круг \| \| |                                                                    |
| Пример | Описание                                                           |
| 1 | Победитель                                                         |
| 2 | Второе место                                                       |
| 3 | Третье место                                                       |
| 5 | Финишировал, заработав очки                                        |
| Сход | Не финишировал, но при этом заработал очки                         |
| 12 | Финишировал, не получив очков                                      |
| НКЛ | Финишировал, но не попал в финальную классификацию                 |
| 15 | Участвовал вне зачёта, либо по отдельной классификации             |
| 18 | Не финишировал, но попал в финальную классификацию                 |
| Сход | Не финишировал                                                     |
| НКВ | Не прошёл квалификацию                                             |
| НПКВ | Не прошёл предквалификацию                                         |
| ДСК | Дисквалифицирован                                                  |
| ИСК | Исключён из протокола соревнований                                 |
| ТТ | Заявлен для участия только в тренировках                           |
| НС | Участвовал в квалификации, но не стартовал в гонке                 |
| Т | Травмирован или болен                                              |
| ОТК | Отказ от участия                                                   |
| НТР | Прибыл на соревнования, но на трассу не выезжал                    |
| НПР | Был заявлен в числе участников, но не прибыл к началу соревнований |
| О | Соревнования отменены                                              |
| | Не участвовал                                                      |
| Поул-позиция |                                                                    |
| Быстрый круг |                                                                    |

| Сезон | Команда         | Шасси            | Двигатель     | Ш | 1   | 2   | 3   | 4   | 5        | 6        | 7     | 8   | 9   | Место | Очки |
| ----- | --------------- | ---------------- | ------------- | - | --- | --- | --- | --- | -------- | -------- | ----- | --- | --- | ----- | ---- |
| 1951  | Duncan Hamilton | Talbot-Lago T26C | Talbot 4,5 L6 | D | ШВА | 500 | БЕЛ | ФРА | ВЕЛ 12   | ГЕР Сход | ИТА   | ИСП |     | —     | 0    |
| 1952  | HW Motors Ltd   | HWM (52)         | Alta 2,0 L4   | D | ШВА | 500 | БЕЛ | ФРА | ВЕЛ Сход | ГЕР      | НИД 7 | ИТА |     | —     | 0    |
| 1953  | HW Motors Ltd   | HWM (53)         | Alta 2,0 L4   | D | АРГ | 500 | НИД | БЕЛ | ФРА      | ВЕЛ Сход | ГЕР   | ШВА | ИТА | —     | 0    |